# Eduard Ernst App
Eduard Ernst App (* 24. November 1801; † 11. Dezember 1862 in Groß-Gerau) war Land- und Kreisrat im Großherzogtum Hessen.

## Familie
Die Eltern waren der Rentamtmann Johann Friedrich App (1775–1845) und dessen Frau Maria Magdalena.
Eduard Ernst App heiratete 1836 oder 1837 Catharina Jäger (1804–1860).

## Karriere
Eduard Ernst App war ab 1823 Akzessist bei der Verwaltung der Provinz Oberhessen in Gießen. 1828 wurde er zunächst kommissarisch – 1834 dann endgültig – Landrat des Landratsbezirks Schlitz. 1835 wurde er zugleich Direktor des dortigen Konsistoriums. 1838 wechselte Eduard Ernst App – zunächst wieder kommissarisch, ab 1839 definitiv – als Kreisrat in den Kreis Biedenkopf. Mit der Revolution von 1848 im Großherzogtum Hessen wurden die Kreise abgeschafft und durch größere Regierungsbezirke ersetzt, die je eine kollektive Spitze hatten, die als „Regierungskommission“ bezeichnet wurde. Eduard Ernst App wurde 1848 der Regierungskommission des Regierungsbezirks Heppenheim zugeteilt. Als deren Vorsitz 1850 zu Peter Camesasca wechselte, der zuvor den Vorsitz der Regierungskommission des Regierungsbezirks Erbach innegehabt hatte, gelang es Eduard Ernst App auf die dort freigewordene Stelle zu wechseln. Er war damit Vorsitzender der Regierungskommission Erbach, als im Zuge der Reaktion 1852 die Regierungspräsidien wieder abgeschafft wurden. Dabei wurde der Kreis Erbach neu formiert, dessen erster Kreisrat er wurde. 1861 wechselte er in gleicher Funktion in den Kreis Groß-Gerau, wo er ein Jahr später im Amt verstarb.

## Ehrungen
- 1853 Ritterkreuz des Verdienstordens Philipps des Großmütigen[1]